# فرودگاه شهری اوشنساید
فرودگاه شهری اوشنساید (به انگلیسی: Oceanside Municipal Airport) یک فرودگاه همگانی با کد یاتا OCN است که یک باند فرود آسفالت دارد و طول باند آن ۸۲۷ متر است. این فرودگاه در کشور ایالات متحده آمریکا قرار دارد و در ارتفاع ۸٫۵ متری از سطح دریا واقع شده‌است.